# 舊亞爾
49°59′19″N 23°24′59″E / 49.98861°N 23.41639°E
舊亞爾（烏克蘭語：Старий Яр），是烏克蘭的村落，位於該國西部利沃夫州，由亞沃里夫區負責管轄，始建於1446年，面積1.38平方公里，海拔高度254米，2001年該村落人口1,331。